# Jan Kolařík (podnikatel)
Jan Kolařík (* 1989) je český podnikatel, programátor a aktivista v oblasti veřejné dopravy.

## Vzdělání
Kolařík vystudoval Gymnázium Uherské Hradiště a získal titul bakaláře na ČVUT v Praze. Ve studiu na ČVUT dále pokračuje, v roce 2013 studoval na University of Wisconsin–Madison.

## Podnikání
Od roku 2001 publikoval Kolařík software, výraznou publicitu mu ovšem přineslo až vydání programu InstantStorm, který napsal společně se spolužákem Ondřejem Vaverkou. InstantStorm umožnil freeware konverzi flashových animací na spořiče obrazovky a po celém světě si jej stáhlo více než 5 milionů uživatelů. S projektem InstantStorm Kolařík také uspěl v soutěži eClub ČVUT, kde se v roce 2011 umístil na druhém místě.
V roce 2013 založil Kolařík spolu s dalšími společníky službu Mixturam – Vitamíny na míru, první svého druhu na evropském kontinentě. Mixturam přinesl zákazníkům možnost „umíchat“ si vlastní doplněk stravy. S tímto projektem se Kolařík umístil na 3. místě v soutěži eClub ČVUT a na 4. místě soutěže Vodafone Nápad roku. V téže soutěži zvítězil projekt Mixturam v soutěži hlasování veřejnosti. Na podzim 2013 spustil Kolařík anglickou mutaci služby Mixturam.

## Veřejná doprava
Kolařík se angažuje v otázkách veřejné dopravy, především městské hromadné dopravy. Založil a je předsedou občanského sdružení Za lepší MHD v Uherském Hradišti, Starém Městě a Kunovicích. Cílem tohoto sdružení je upozorňovat na problémy MHD v tomto souměstí a nabízet jejich konstruktivní řešení. Zároveň je autorem otevřeného dopisu směřovaného vedení města Mariánské Lázně, ve kterém kritizuje plánované zrušení trolejbusového provozu ve městě.